# Baeckea latifolia
Baeckea latifolia är en myrtenväxtart som först beskrevs av George Bentham, och fick sitt nu gällande namn av Anthony R. Bean. Baeckea latifolia ingår i släktet Baeckea och familjen myrtenväxter. Inga underarter finns listade i Catalogue of Life.